# Obrona Bełza
Obrona Bełza – bitwa stoczona w dniach 27 stycznia – 16 maja 1919 roku w trakcie wojny polsko-ukraińskiej przez oddziały Wojska Polskiego i mieszkańców Bełza z Ukraińską Armią Halicką.
Bełz jako jedno z dwóch miast w Galicji (obok Lwowa) bronił się w osamotnieniu na terytorium zajętym przez nieprzyjaciela; obrońcy wytrwali na swoich pozycjach 109 dni (z czego 87 w całkowitym okrążeniu).

## Tło sytuacyjne
W obliczu rychłego zakończenia I wojny światowej i rozpadu Monarchii Austro-Węgierskiej na początku listopada 1918 roku obszar powiatu sokalskiego, w tym miasto Bełz, został zajęty przez ukraińskie formacje wojskowe bez oporu ze strony administracji austriackiej. Ze względu na strategiczne położenie blisko tzw. kolana Bugu i stosunkowo dobrze rozwiniętą sieć dróg lokalnych, Bełz stanowił jedną z głównych baz wypadowych Ukraińskiej Armii Halickiej do atakowania oddziałów polskich na Chełmszczyźnie w toku rozpoczętej wojny polsko-ukraińskiej. Dlatego obszar ten stanowił jeden z kluczowych celów polskiej kontrofensywy. 7 grudnia 1918 r. Polacy zajęli Uhnów, oddalony o 19 km od Bełza.
27 stycznia 1919 roku na konferencji w Warszawie z udziałem Naczelnika Państwa marsz. Józefa Piłsudskiego, gen. Tadeusza Rozwadowskiego, gen. Cyrusa Sobolewskiego, gen. Roberta Lamezana oraz premiera Ignacego Paderewskiego podjęto decyzję o zdecydowanej "obronie polskiej ludności na obszarze Galicji Wschodniej". Jeszcze tego samego dnia oddziały polskie rozpoczęły kolejne natarcie i zdobyły Bełz praktycznie bez walki. Polacy już na samym początku bitwy wzięli 363 jeńców, w tym kilku oficerów, zdobyli 25 karabinów maszynowych i zapasy żywności, odzieży zimowej oraz amunicji w dużych ilościach. W mieście stanął ze sztabem gen. Jan Romer, dowódca Okręgu Generalnego "Lublin".

## Przebieg bitwy
W kolejnych dniach po 27 stycznia polskie natarcie rozwijało się z Bełza dalej na wschód, w kierunku Sokala. 31 stycznia zdobyto duże miejscowości Ostrów i Krystynopol, ale opór nieprzyjaciela był coraz silniejszy. 1 lutego o świcie wojska ukraińskie przeszły do kontrofensywy, spychając polskie oddziały w kierunku Bełza. O godz. 17.00 Ukraińcy przypuścili pierwszy atak na miasto, lecz został on został oparty; następnie ostrzelali Bełz przy użyciu artylerii.
Wobec groźby okrążenia miasta, gen. Romer przeniósł swój sztab do Rawy Ruskiej, pozostawiając na miejscu płka Leona Berbeckiego jako kierującego obroną miasta w ramach Grupy Operacyjnej "Bełz". Wraz z zapadnięciem zmierzchu 2 lutego miasto zostało praktycznie okrążone; Polacy zdołali zachować kontrolę jedynie nad wąską nitką zaopatrzeniową, linią kolejową łączącą Bełz z Uhnowem i Rawą Ruską, lecz pozostawała ona pod nieustannym ostrzałem nieprzyjaciela. Rozpoczęła się obrona odosobnionego polskiego punktu oporu głęboko na terytorium kontrolowanym przez wojska ukraińskie. W mieście utworzono wzorem lwowian Miejską Straż Obywatelską pod dowództwem Bronisława Kowalskiego, która przez cały okres oblężenia zajmowała się utrzymywaniem porządku w mieście, zapobieganiem sabotażom i kradzieżom, gaszeniem pożarów, a w krytycznych sytuacjach pomagała obrońcom, stając w szranki, kiedy walki przesuwały się w głąb miasta.
Armia Halicka przypuściła zmasowany atak na Bełz 5 lutego, lecz została odparta z dużymi stratami własnymi. Obrońcy miasta nie ograniczali się do działań defensywnych i następnego dnia zorganizowali wypad na miejscowość Żużel pod Bełzem, gdzie mieścił się sztab atakujących wojsk ukraińskich. Zupełnie zaskoczony nieprzyjaciel został pobity: Polacy wzięli 120 jeńców, w tym wszystkich oficerów sztabowych, a także zdobyli siedem karabinów maszynowych i dużo amunicji. Do podobnych wypadów dochodziło w trakcie bitwy wielokrotnie, m.in. 8 lutego w pobliskim Zabłociu wzięto kilkunastu jeńców oraz zdobyto dwa karabiny maszynowe. W teorii wojskowości taką taktykę określa się mianem aktywnej obrony. Z uwagi na duże zaśnieżenie, w czasie wypadów Polacy używali prześcieradeł jako strojów maskujących, co w 1919 roku było  bardzo innowacyjnym pomysłem, a regułą stało się dopiero w czasach II wojny światowej.
Pozbawieni dowództwa po wypadzie na Żużel, w warunkach surowej i śnieżnej zimy oraz przy ogólnym prymitywizmie ówczesnych środków łączności, Ukraińcy mieli przez kolejnych kilka dni duże problemy ze zorganizowaniem nowego, połączonego natarcia na Bełz. 9 stycznia atakujący w pojedynkę i bez rozpoznania, zupełnie nieprzygotowany kureń (batalion) Armii Halickiej został rozbity pod Bełzem przez kompanię ppor. Kulczyckiego, a jego dowódca, nazwiskiem Babij, poległ od pierwszej serii.
Ponownie duży atak sił ukraińskich z kilku kierunków udało się zorganizować dopiero 10 lutego. Jednak wciąż występujące problemy w komunikacji pomiędzy oddziałami, a także bardzo bitna postawa polskich żołnierzy przesądziły o porażce atakujących. Do niewoli dostało się pięciu oficerów i 57 żołnierzy ukraińskich. Zdobyto na nich sześć karabinów maszynowych.

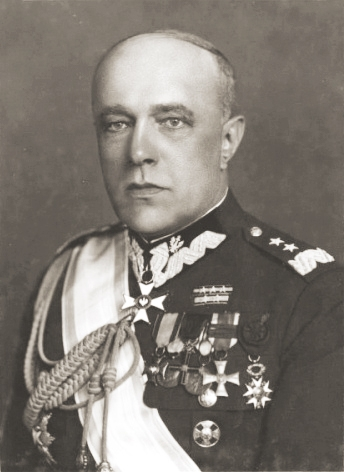
Płk Leon Piotr Berbecki, dowódca obrony Bełza

12 lutego do Bełza próbował przebić się polski pociąg pancerny z Uhnowa z zaopatrzeniem dla obrońców, ale został powstrzymany silnym ogniem ukraińskiej artylerii. W następnych dniach obrońcy Bełza kontynuowali wypady na okoliczne wsie będące pod kontrolą ukraińską, skąd często wracali z jeńcami i zdobytym zaopatrzeniem. 17 lutego żołnierzom Armii Halickiej udało się jednak przerwać linię kolejową z Bełza do Rawy Ruskiej, pozbawiając miasto ostatniej linii zaopatrzeniowej (która i do tej pory była zaledwie iluzoryczna z powodu nieustającego ostrzału). Co za tym idzie, pierścień okrążenia wokół Bełza został zamknięty.
19 i 21 lutego Ukraińcy wielokrotnie atakowali Bełz. Wskutek niepowodzenia ich działań, ale też zdając sobie sprawę z pogarszającej się sytuacji zaopatrzeniowej obrońców, 22 lutego strona ukraińska przysłała parlamentariuszy z ofertą kapitulacji. Odpowiedź płka Berbeckeigo brzmiała: "Jedną rozmową godną żołnierzy jest bagnet i kula. My dalej walczyć będziemy za Polskę, wy walczycie za Ukrainę. Wszelkie pertraktacje należą do polityków. Nie będę więcej przyjmował parlamentariuszy. Należy ich wysyłać do Rawy lub Lwowa..."
Wobec odmownej odpowiedzi obrońców, wojska ukraińskie atakowały Bełz w następnych dniach, 23 i 24 lutego, ponosząc bardzo ciężkie straty. Na tym etapie walk po stronie ukraińskiej pojawiała się już irytacja i zniecierpliwienie wywołane przedłużającym się oporem obrońców, co pokazywało np. zachowanie podoficerów, poganiających żołnierzy do szarżowania wprost na karabiny maszynowe. 24 lutego Polakom udało się nie tylko odeprzeć wszystkie ukraińskie ataki, ale też przejść do kontrnatarcia i zająć pod koniec dnia miejscowość Staje, leżącą przy drodze z Bełza do Krystynopola.
Wskutek wykrwawienia oddziałów ukraińskich oraz złej sytuacji zaopatrzeniowej Polaków, obie strony okopały się na swoich pozycjach, a walki wokół Bełza na niemal trzy tygodnie ustały. Dopiero 15 marca odnotowano większą niż zwykle ilość potyczek pomiędzy patrolami, a następnego dnia udało się Ukraińcom ponownie zgromadzić znaczne siły wokół Bełza. W dniach 16-18 marca toczyły się walki w podbełskich wsiach, przede wszystkim w Stajach, dokąd przesunęła się teraz linia frontu. Natomiast 21 marca miało miejsce wydarzenie rzadko zdarzające się w wojnach tamtych czasów: oddziały ukraińskie sforsowały rzekę Bug w rejonie miejscowości Kryłów przy użyciu drewnianych łódek. Po kilku godzinach walki desant ukraiński został jednak zepchnięty z powrotem do rzeki i ocalali Ukraińcy wycofali się na drugi brzeg.
W dniach 26-28 marca Armia Halicka codziennie atakowała Bełz, ponosząc przy tym znaczne straty. Strona ukraińska stopniowo traciła zdolność do walki. Coraz widoczniej jednak ujawniało się także wyczerpanie strony polskiej. Ppor. Kulczycki pisał w liście do domu 31 marca: "Ciągle mamy śmiesznie mało wojska. Gdyby nam tak nadesłano z 1000 bagnetów, to na naszym odcinku bylibyśmy nad Bugiem. Łatanina dotychczasowa jest już nudna i męcząca..."
W kwietniu Ukraińcy nie zbliżyli się już do Bełza; walki toczyły się o podmiejskie wsie, które niejednokrotnie przechodziły z rąk do rąk (np. Budynin). 26 kwietnia do obrońców Bełza dotarła informacja o przybyciu z Francji do Polski tzw. Armii Hallera, która miała być skierowana do boju w Galicji Wschodniej. Od tej pory walki toczone były o utrzymanie miasta do czasu nadejścia z odsieczą hallerczyków.
1 maja ukraińska artyleria po raz ostatni ostrzelała Bełz, ale piechota nie przypuściła już ataku. Tymczasem oddziały polskie broniące Lwowa wywalczyły sobie już na tyle dużą przewagę, że dowództwo było w stanie przesunąć część sił na północ. 2 maja oddziały polskie maszerujące ze Lwowa przerwały pierścień okrążenia wokół Bełza, odbijając linię kolejową utraconą w lutym; nadal jednak pozostawała ona pod ostrzałem wroga.
Koniec bitwy o Bełz nadszedł wraz z rozpoczęciem generalnej ofensywy Wojska Polskiego w Galicji Wschodniej 14 maja. Wojska ukraińskie cofały się na całej linii frontu. Wieczorem 16 maja Polacy zdobyli Mosty Wielkie i Sokal, a także odblokowali Bełz i odrzucili spod niego oddziały nieprzyjaciela na północny wschód. Tak zakończyła się trwająca 109 dni obrona Bełza.

## Znaczenie bitwy
Obrona Bełza była najważniejszą bitwą toczoną na północnym odcinku frontu wojny polsko-ukraińskiej zimą i wiosną 1919 roku. Utrzymywanie strategicznie położonego Bełza przez oddziały polskie przecinało Ukraińcom wszystkie okoliczne drogi, które krzyżowały się w mieście, a także blokowało żeglugę i transport rzeczny na Bugu. Ponadto, wiążąc walką duże siły ukraińskie, rzucone do zajęcia miasta, Polacy pozbawili wroga możliwości użycia tych oddziałów do ataku na Chełmszczyznę lub Lwów. Znaczenie bitwy podkreśla także fakt wyjątkowej zaciekłości obrońców oraz to, że było to jedno z dwóch zaledwie oblężeń w tej wojnie (obok Lwowa, który bronił się dwa miesiące dłużej).
Mimo to, sto lat po wydarzeniach 1919 r. obrona Bełza pozostaje tematem bardzo mało znanym i słabo opracowanym zarówno przez historiografię polską, jak i ukraińską. Nie znalazła także swojego miejsca w kulturze masowej i powszechnej świadomości Polaków, w której zdecydowanie króluje obrona Lwowa jako symbol bohaterstwa polskiego społeczeństwa, a w szczególności młodzieży tamtych czasów. Trzeba jednak podkreślić, że natężenie walk wokół Bełza w niczym nie ustępowało temu, z jakim musieli się zmierzyć obrońcy Lwowa, a w Bełzie tak samo jak w stolicy Galicji stanęli do walki nie tylko żołnierze regularnej walki, lecz także cywile, w tym bełska młodzież.